# Doug Ducey
Douglas Anthony "Doug" Ducey, född 9 april 1964 i Toledo i Ohio, är en amerikansk affärsman och republikansk politiker. Han var Arizonas guvernör från 2015 till 2023.
Den 4 november 2014 valdes han till guvernör i Arizona; han tillträdde den 5 januari 2015. Han omvaldes år 2018. Ducey är tidsbegränsad och inte kvalificerad att kandidera för en tredje mandatperiod i rad som guvernör. Den 8 november 2022 valdes demokraten Katie Hobbs till hans efterträdare och besegrade republikanen Kari Lake.

## Biografi

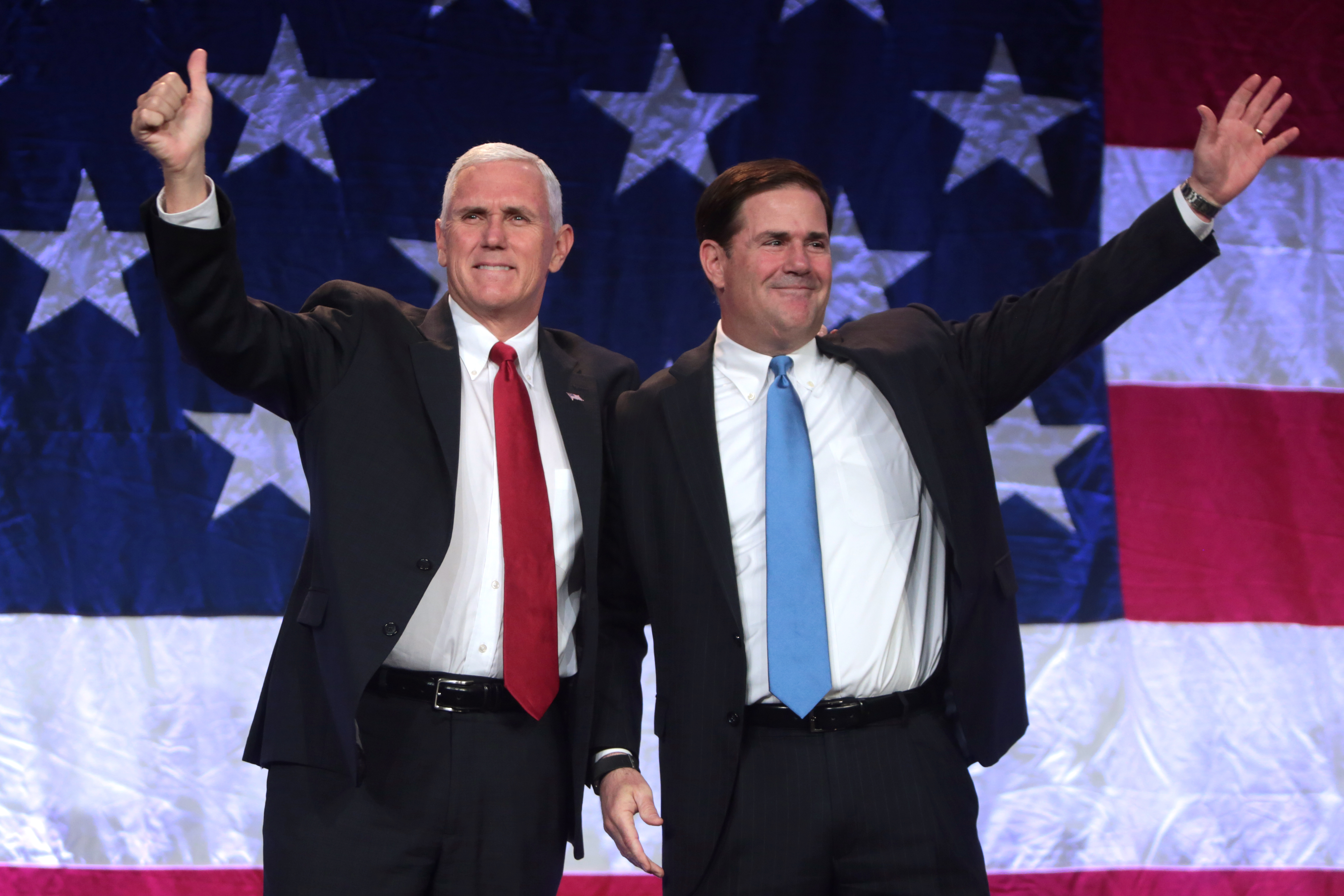
Mike Pence och Ducey under ett kampanjtal till stöd för Donald Trumps presidentkampanj 2016.

Doug Ducey föddes som Douglas Anthony Roscoe Jr. Han är född och uppvuxen i Toledo i delstaten Ohio. Han är son till Madeline Scott och Douglas Roscoe, Sr., en tidigare medlem av polisavdelningen i Toledo. Föräldrarna separerade när Doug var liten, och hans mor gifte om sig 1975 med affärsmannen Michael Ducey. Michael Ducey adopterade Doug och hans syskon år 1976; Dougs efternamn ändrades lagligen till sin adoptivfaders.
Ducey tog examen från St John's Jesuit High School 1982 och flyttade sedan till Arizona för att studera vid Arizona State University medan han arbetade hos Hensley & Co., Anheuser-Busch-distributören ägd av familjen Cindy McCain. Han avlade 1986 en kandidatexamen (B.Sc.) i nationalekonomi med inriktning finans.
Efter universitetsstudierna var Ducey med och grundade glasskedjan Cold Stone Creamery 1988.

## Politisk karriär
Ducey tjänstgjorde som delstaten Arizonas finansminister åren 2011–2015 under den republikanska guvernören Jan Brewer.
Ducey ställde upp i guvernörsvalet 2014 för att efterträda Brewer som Arizonas guvernör. Han meddelade sin kandidatur i samband med ett tal i Phoenix den 19 februari 2014. Duceys kandidatur kom att stöttas av flera kända republikaner runt om landet som Joe Arpaio, Ted Cruz, Jeff Flake, Sarah Palin och Mike Pence. Guvernörsvalet ägde rum den 4 november 2014 och Ducey vann mot demokraten Fred DuVal efter att ha fått 53,4 procent av rösterna.
Ducey tillträdde som Arizonas guvernör den 5 januari 2015. En av hans första åtgärder var att den 15 januari 2015 signera ett utbildningslagförslag som kräver att gymnasieelever ska gå igenom USA:s medborgarskapstest för att kunna få ta ut sin examen. Det gjorde Arizona till den första delstaten i USA att kräva detta. Den 31 mars 2017 skrev han under en delstatlig lag som förpliktar läkare att hjälpa de aborterade foster som är levande efter aborten.
Efter senator John McCains död i augusti 2018, utsåg Ducey Jon Kyl till McCains senatplats den 4 september. Kyl avgick från senaten den 31 december 2018 och Ducey utsåg tidigare kongressledamoten Martha McSally för att ersätta honom.
Den 30 mars 2020 utfärdade Ducey en order om att stanna hemma som svar på coronaviruspandemin. I början av maj beordrade han minskningar av restriktionerna.

## Privatliv
Ducey träffade sin maka, Angela, medan han studerade på Arizona State University. Paret har tre söner.